# Mr. Saxobeat
„Mr. Saxobeat“ је песма румунске певачице Александре Стан, објављена 12. септембра 2010. као други сингл са њеног првог студијског албума Saxobeats (2011). Песму су написали и продуцирали Марсел Продан и Андреј Немирски, а снимљена је у њиховом студију Маан. Музички гледано, „Mr. Saxobeat“ је песма евроденса, денс-попа и попкорна, са инструментима који се састоје пре свега од саксофона и хорне, као и „конвенционалног“ синтисајзера и техно звука. Текстови одражавају певачеву визију савршеног мушкарца. Рецензенти су били позитивни према песми, хвалећи његову привлачност, секвенце саксофона и глас.
„Mr. Saxobeat“ је номинован за награду на Румунским музичким наградама 2011., као и за Ехо музичкој награду 2012. Од јуна 2013. нумера је продата скоро милион примерака широм света за мање од годину дана. За промоцију, Јулиан Мога је снимио пратећи музички спот у Буфтеи. Постављен на Јутјуб 14. новембра 2010., приказује Стана и два пријатеља који су ухапшени, интервјуисани од стране полиције, стављени у затвор и потом бежали из станице. Певачица је нумеру извела у више наврата, а обрађивали су је многи певачи. „Mr. Saxobeat“ је такође представљен у телевизијским серијама и видео игрицама Dance Central 3 и Just Dance 4.

## Позадина и издање
У младости, Александра Стан је учествовала на разним такмичењима везаним за музику, укључујући музички фестивал Mamaia 2009.   Открили су је румунски продуценти и текстописци Марсел Продан и Андреј Немирски исте године у караоке бару у Констанци. Понудили су јој уговор са својом издавачком кућом Maan Records, а она је снимила промотивни сингл под називом "Show Me the Way".  Певачица је стекла славу у Румунији објављивањем свог дебитантског сингла, "Lollipop (Param Pam Pam)" (2009), који је емитован на радију.  То је такође привукло пажњу менаџмента који стоји иза азербејџанског енергетског пића "Тројка", који јој се обратио са идејом да направи песму која ће бити приказана у реклами за њихов производ. То ће ипак на крају постати следеће издање, "Mr. Saxobeat".  Снимљен је у студију Maan, а писање и продукцију су водили Продан и Немирски; мастеринг је урадио Том Којн у Њујорку.  У интервјуу из 2021. Стан је изјавила да је била незадовољна због тога што није наведена као композитор на песми, тврдећи да је била укључена у процес писања. "Mr. Saxobeat" је додат део саксофона јер је Стан мислила да се допада азербејџанском народу и култури; на крају је одбацила старију идеју рефрена у корист певања исте мелодије као саксофон у рефрену.  Песма је објављена 12. септембра 2010. и убрзо је послата локалним радио станицама.
„Mr. Saxobeat“ је написан у тоналитету ха-мола, а темпо је постављен на 127 откуцаја у минути. Станов вокал се протеже од F#3 to D5;  Маура Џонстон из Village Voice упоредила је њену испоруку са Ријанином „у њеним уморним промуклим гласом“.  Песма припада жанровима евроденс,  денс-поп  и попкорн.   "Mr. Saxobeat" је био део ширег покрета у којем ће неколико румунских песама за кокице доживети међународни успех, промовишући жанр да постане мејнстрим.   Поред „смешно привлачног“ саксофона који свира и компонује Космин Басастеану,   инструментација нумере такође укључује „блиставе“ синтисајзере, техно ритмове и хорну.  Саксофон истакнуто карактерише трил, „веома популаран ефекат у саксофонским плочама”, са дигитално исеченим на комадиће. Трис Мекол из The Star-Ledger је написала: „Веза између саксофона и сексуалног израза је дугогодишња [...] Дах је тактилан и сензуалан, а експлозивни звук саксофона у пуној снази носи са собом нешто од луде навале жеље“. 
Што се тиче саксофона, Стан је у интервјуу рекла: "Сматрам саксофон веома врућим и секси инструментом који се такође веома користи у мом региону."  Џош Бејнс из Vice-а описао је песму као „ балканизовану клупску баладу”. Билборд је „Mr. Saxobeat“ назвао „јединственим мејнстрим денс синглом“ заједно са „We No Speak Americano“.  Стан је на немачкој телевизији АРД изјавила да је „Mr. Saxobeat“ само њена визија савршеног мушкарца. 

## Комерцијални успех
„Mr. Saxobeat“ је први пут доживео успех у Румунији, где је достигао прво место на Top 100 листи и остао тамо осам недеља заредом. Након тога, сингл је дебитовао на 47. месту шпанске PROMUSICAE листе, достигавши врхунац на трећем месту у мају 2011. Сингл је додатно достигао шесто место у Француској. У Русији, сингл је достигао врхунац националне топ-листе Tophit и додатно је три пута добио платинасти сертификат. „Mr. Saxobeat“ је такође достигао прво место у Аустрији, Данској, Италији, Немачкој, Мађарској, Словачкој и Швајцарској. „Mr. Saxobeat“ је такође достигао треће место на британској листи синглова и прво место у Немачкој.
Ван Европе, „Mr. Saxobeat“ је дебитовао на канадској листи Hot 100 на 72. месту и достигао врхунац на 25. месту на тој територији. Песма је провела 20 недеља на топ-листи. 30. јула 2011. песма је дебитовала на америчкој листи Билборд хот 100 на 92. месту и наставила је да се пење сваке недеље док није достигла 21. место. Такође је да достигла неколико саставних места на Билбордовој листи, посебно осмо место на америчкој листи Tropical Airplay и број 11 на листи Hot Latin Songs. До децембра 2016. песма је добила платинасти сертификат од стране Америчког удружења дискографских кућа (RIAA).

## Музички спот
Пратећи музички спот је снимљен је у Буфтеи.  Клип је постављен на Јутјуб 14. новембра 2010.  Видео почиње сценама полицајаца који доводе Стан са лисицама на руке у собу полицијске станице да је испитају заједно са две њене другарице. Када она и њени пријатељи одбију полицији да дају било какву информацију, они их закључавају у затворску ћелију. Стан наговара и успешно заводи чувара, док њени пријатељи краду његову полицијску опрему пре него што га закључају у ћелију и побегну. Група улази у гардеробу где проналазе полицијску одећу и маскирају се у полицајце. Они лоцирају шефову канцеларију и држе шефа полиције и друге раднике на нишану пиштоља док лепе своја уста и руке за шефов сто. Стан и њени пријатељи излазе из канцеларије и неупадљиво пролазе кроз предворје и излазе из зграде. Изрезане сцене приказују Стан како плеше у ћелији или је са пријатељима у полицијској униформи. 

## Заслуге и особље
Заслуге су прилагођене на основу информација Saxobeats, Urban.ro and HeavyRotation.ro. 
- Александра Стан – главни вокал
- Андреј Немирски – текстописац, продуцент
- Марсел Продан – текстописац, продуцент
- Том Кони – мастеринг
- Maan Studio – студио за снимање
- Јулиан Мога – редитељ

## Топ листе
| Топ листе (2010–12)                   | Највиша позиција |
| ------------------------------------- | ---------------- |
| Australia (ARIA)                      | 19               |
| Austria (Ö3 Austria Top 40)           | 1                |
| Belgium (Ultratop 50 Wallonia)        | 2                |
| Belgium (Ultratop 50 Flanders)        | 5                |
| Canada (Canadian Hot 100)             | 25               |
| CIS (Tophit)                          | 1                |
| Czech Republic (Rádio – Top 100)      | 2                |
| Denmark (Tracklisten)                 | 1                |
| Euro Digital Songs (Billboard)        | 5                |
| Finland (Suomen virallinen lista)     | 2                |
| France (SNEP)                         | 6                |
| Germany (Official German Charts)      | 1                |
| Germany Airplay (Nielsen)             | 1                |
| Global Dance Songs (Billboard)        | 1                |
| Greece Digital Songs (Billboard)      | 5                |
| Hungary (Dance Top 40)                | 4                |
| Hungary (Rádiós Top 40)               | 1                |
| Hungary (Single Top 40)               | 8                |
| Ireland (IRMA)                        | 6                |
| Israel Airplay (Media Forest)         | 1                |
| Italy (FIMI)                          | 1                |
| Japan (Japan Hot 100)                 | 9                |
| Lebanon Airplay (Lebanese Top 20)     | 9                |
| Luxembourg Digital Songs (Billboard)  | 6                |
| Mexico (Billboard Mexican Airplay)    | 2                |
| Mexico Anglo (Monitor Latino)         | 3                |
| Netherlands (Dutch Top 40)            | 2                |
| Netherlands (Single Top 100)          | 4                |
| New Zealand (Recorded Music NZ)       | 4                |
| Norway (VG-lista)                     | 2                |
| Poland (Dance Top 50)                 | 2                |
| Poland (Polish TV Airplay Chart)      | 1                |
| Romania (Romanian Top 100)            | 1                |
| Romania (Romania Radio Airplay)       | 1                |
| Romania (Romania TV Airplay)          | 1                |
| Russia Airplay (Tophit)               | 1                |
| Scotland (OCC)                        | 2                |
| Slovakia (Rádio Top 100)              | 1                |
| Spain (PROMUSICAE)                    | 3                |
| Spain Airplay (PROMUSICAE)            | 3                |
| Sweden (Sverigetopplistan)            | 3                |
| Switzerland (Schweizer Hitparade)     | 1                |
| Turkey (Number One Top 20)            | 5                |
| UK Dance (OCC)                        | 1                |
| UK Singles (OCC)                      | 3                |
| Ukraine Airplay (TopHit)              | 10               |
| US Billboard Hot 100                  | 21               |
| US Dance Club Songs (Billboard)       | 37               |
| US Dance/Mix Show Airplay (Billboard) | 1                |
| US Hot Latin Songs (Billboard)        | 11               |
| US Mainstream Top 40 (Billboard)      | 18               |
| US Rhythmic (Billboard)               | 29               |
| US Tropical Airplay (Billboard)       | 8                |

| Листа (2025) | Највиша позиција |
| ------------ | ---------------- |
| Молдавија    | 73               |
| Пољска       | 58               |

| Листа (2010) | Позиција |
| ------------ | -------- |
| Румунија     | 69       |

| Листа (2011)                          | Позиција |
| ------------------------------------- | -------- |
| Аустралија (ARIA)                     | 94       |
| Аустрија (Ö3 Austria Top 40)          | 2        |
| Белгија (Ultratop Flanders)           | 49       |
| Белгија (Ultratop Wallonia)           | 22       |
| Канада                                | 85       |
| ЗНД                                   | 2        |
| Данска                                | 20       |
| Немачка                               | 2        |
| Грчка                                 | 33       |
| Мађарска (Dance Top 40)               | 2        |
| Мађарска (Rádiós Top 40)              | 5        |
| Италија                               | 2        |
| Јапан                                 | 24       |
| Мексико                               | 4        |
| Холандија (Top 40)                    | 8        |
| Холандија (Mega Single Top 100)       | 17       |
| Пољска (Dance Top 50)                 | 9        |
| Румунија                              | 46       |
| Русија                                | 2        |
| Шпанија (PROMUSICAE)                  | 12       |
| Шведска                               | 19       |
| Швајцарска (Swiss Hitparade)          | 3        |
| Украјина                              | 22       |
| УК                                    | 21       |
| US Dance/Mix Show Airplay (Billboard) | 4        |
| US Hot Latin Songs (Billboard)        | 44       |

| Листа (2012) | Позиција |
| ------------ | -------- |
| Италија      | 78       |
| Русија       | 98       |
| Украјина     | 146      |

| Листа (2024) | Позиција |
| ------------ | -------- |
| Мађарска     | 95       |

## Историја издања
| Држава                    | Датум               | Формат               |
| ------------------------- | ------------------- | -------------------- |
| Румунија                  | 12. септембар 2010. |                      |
| Италија                   | 28. јануар 2011.    | дигитално преузимање |
| Италија                   | 28. јануар 2011.    | радио емитовање      |
| Француска                 | 14. фебруар 2011    | ЦД сингл             |
| Данска                    | 18. фебруар 2011.   | дигитално преузимање |
| Сједињене Америчке Државе | 24. фебруар 2011.   | дигитално преузимање |
| Велика Британија          | 21. април 2011.     | дигитално преузимање |
| Немачка                   | 6. мај 2011.        | дигитално преузимање |
| Немачка                   | 6. мај 2011.        | ЦД сингл             |
| Немачка                   | 8. јул 2011.        | ЦД макси сингл       |
| Италија                   | 28. јун 2011.       | ЦД сингл             |
| Аустралија                | 1. јул 2011.        | дигитално преузимање |